# Кутро
Ку̀тро (на италиански: Cutro, на местен диалект Cùtru, Кутру) е град и община в Южна Италия, провинция Кротоне, регион Калабрия. Разположен е на 226 m надморска височина. Населението на общината е 10 514 души (към 2012 г.).